# 中国共产党组织
中国共产党组织，介绍中国共产党在组织工作方面的制度与原则。

## 组织层次

### 中央委员会
|  |  |                      |                  |                  |                  |                  |                  |            |            | 全国代表大会                                                                          |                                                                                       |                                                                                       |                                                                                       |                                                                                       |                                                                                       |                    |                    |                                                |                                                |                                                |                                                |                                                |                                                |  |  |  |  |  |  |  |  |  |  |  |  |  |  |  |  |
|  |  |                      |                  |                  |                  |                  |                  |            |            |                                                                                       |                                                                                       |                                                                                       |                                                                                       |                                                                                       |                                                                                       |                    |                    |                                                |                                                |                                                |                                                |                                                |                                                |  |  |  |  |  |  |  |  |  |  |  |  |  |  |  |  |
|  |  |                      |                  |                  |                  |                  |                  |            |            |                                                                                       |                                                                                       |                                                                                       |                                                                                       |                                                                                       |                                                                                       |                    |                    |                                                |                                                |                                                |                                                |                                                |                                                |  |  |  |  |  |  |  |  |  |  |  |  |  |  |  |  |
|  |  |                      |                  | 中央委员会       | 中央委员会       | 中央委员会       | 中央委员会       | 中央委员会 | 中央委员会 |                                                                                       |                                                                                       |                                                                                       |                                                                                       |                                                                                       |                                                                                       | 中央纪律检查委员会 | 中央纪律检查委员会 | 中央纪律检查委员会                             | 中央纪律检查委员会                             | 中央纪律检查委员会                             | 中央纪律检查委员会                             |                                                |                                                |  |  |  |  |  |  |  |  |  |  |  |  |  |  |  |  |
|  |  |                      |                  | 中央委员会       | 中央委员会       | 中央委员会       | 中央委员会       | 中央委员会 | 中央委员会 |                                                                                       |                                                                                       |                                                                                       |                                                                                       |                                                                                       |                                                                                       | 中央纪律检查委员会 | 中央纪律检查委员会 | 中央纪律检查委员会                             | 中央纪律检查委员会                             | 中央纪律检查委员会                             | 中央纪律检查委员会                             |                                                |                                                |  |  |  |  |  |  |  |  |  |  |  |  |  |  |  |  |
|  |  |                      |                  |                  |                  |                  |                  |            |            |                                                                                       |                                                                                       |                                                                                       |                                                                                       |                                                                                       |                                                                                       |                    |                    |                                                |                                                |                                                |                                                |                                                |                                                |  |  |  |  |  |  |  |  |  |  |  |  |  |  |  |  |
|  |  | 中央委员会总书记     | 中央委员会总书记 | 中央委员会总书记 | 中央委员会总书记 | 中央委员会总书记 | 中央委员会总书记 |            |            |                                                                                       |                                                                                       | 中央军事委员会                                                                        | 中央军事委员会                                                                        | 中央军事委员会                                                                        | 中央军事委员会                                                                        | 中央军事委员会     | 中央军事委员会     |                                                |                                                |                                                |                                                |                                                |                                                |  |  |  |  |  |  |  |  |  |  |  |  |  |  |  |  |
|  |  | 中央委员会总书记     | 中央委员会总书记 | 中央委员会总书记 | 中央委员会总书记 | 中央委员会总书记 | 中央委员会总书记 |            |            |                                                                                       |                                                                                       | 中央军事委员会                                                                        | 中央军事委员会                                                                        | 中央军事委员会                                                                        | 中央军事委员会                                                                        | 中央军事委员会     | 中央军事委员会     |                                                |                                                |                                                |                                                |                                                |                                                |  |  |  |  |  |  |  |  |  |  |  |  |  |  |  |  |
|  |  | 中央政治局           |                  |                  |                  |                  |                  |            |            |                                                                                       |                                                                                       |                                                                                       |                                                                                       |                                                                                       |                                                                                       |                    |                    |                                                |                                                |                                                |                                                |                                                |                                                |  |  |  |  |  |  |  |  |  |  |  |  |  |  |  |  |
|  |  |                      |                  |                  |                  |                  |                  |            |            |                                                                                       |                                                                                       |                                                                                       |                                                                                       |                                                                                       |                                                                                       |                    |                    |                                                |                                                |                                                |                                                |                                                |                                                |  |  |  |  |  |  |  |  |  |  |  |  |  |  |  |  |
|  |  |                      |                  |                  |                  |                  |                  |            |            | 中央书记处                                                                            |                                                                                       |                                                                                       |                                                                                       |                                                                                       |                                                                                       |                    |                    |                                                |                                                |                                                |                                                |                                                |                                                |  |  |  |  |  |  |  |  |  |  |  |  |  |  |  |  |
|  |  | 中央政治局常务委员会 |                  |                  |                  |                  |                  |            |            |                                                                                       |                                                                                       |                                                                                       |                                                                                       |                                                                                       |                                                                                       |                    |                    |                                                |                                                |                                                |                                                |                                                |                                                |  |  |  |  |  |  |  |  |  |  |  |  |  |  |  |  |
|  |  |                      |                  |                  |                  |                  |                  |            |            |                                                                                       |                                                                                       |                                                                                       |                                                                                       |                                                                                       |                                                                                       |                    |                    |                                                |                                                |                                                |                                                |                                                |                                                |  |  |  |  |  |  |  |  |  |  |  |  |  |  |  |  |
|  |  |                      |                  |                  |                  |                  |                  |            |            |                                                                                       |                                                                                       |                                                                                       |                                                                                       |                                                                                       |                                                                                       |                    |                    |                                                |                                                |                                                |                                                |                                                |                                                |  |  |  |  |  |  |  |  |  |  |  |  |  |  |  |  |
|  |  |                      |                  |                  |                  |                  |                  |            |            |                                                                                       |                                                                                       |                                                                                       |                                                                                       |                                                                                       |                                                                                       |                    |                    |                                                |                                                |                                                |                                                |                                                |                                                |  |  |  |  |  |  |  |  |  |  |  |  |  |  |  |  |
|  |  | 中央辦公廳           | 中央辦公廳       | 中央辦公廳       | 中央辦公廳       | 中央辦公廳       | 中央辦公廳       |            |            | 中央組織部 中央宣傳部 中央統一戰線工作部 中央對外聯絡部 中央社會工作部 中央政法委員會 | 中央組織部 中央宣傳部 中央統一戰線工作部 中央對外聯絡部 中央社會工作部 中央政法委員會 | 中央組織部 中央宣傳部 中央統一戰線工作部 中央對外聯絡部 中央社會工作部 中央政法委員會 | 中央組織部 中央宣傳部 中央統一戰線工作部 中央對外聯絡部 中央社會工作部 中央政法委員會 | 中央組織部 中央宣傳部 中央統一戰線工作部 中央對外聯絡部 中央社會工作部 中央政法委員會 | 中央組織部 中央宣傳部 中央統一戰線工作部 中央對外聯絡部 中央社會工作部 中央政法委員會 |                    |                    | 中央办事机构 中央派出机关 中央决策议事协调机构 | 中央办事机构 中央派出机关 中央决策议事协调机构 | 中央办事机构 中央派出机关 中央决策议事协调机构 | 中央办事机构 中央派出机关 中央决策议事协调机构 | 中央办事机构 中央派出机关 中央决策议事协调机构 | 中央办事机构 中央派出机关 中央决策议事协调机构 |  |  |  |  |  |  |  |  |  |  |  |  |  |  |  |  |

### 地方各级委员会
省、自治区、直辖市、设区的市、地区、盟和自治州的委员会（簡稱「省委」、「自治區党委」、「市委」、地委、盟委、州委等），每届任期5年，其委员和候补委员必须有5年以上党龄。一般的，省（自治区、直辖市）委委员在80余人；地级市市委委员在50余人。
县（旗）、自治县、不设区的市和市辖区的委员会，每届任期5年。其委员和候补委员必须有3年以上党龄。县（县级市、区）委委员在30余人。
省、市、县党委候补委员人数是党委委员人数的五分之一。
地区、盟的党委委员（称作地委委员、盟委委员）相当于地级市党委常委，因此人数一般限制在10人上下。乡镇与街道的党委不设常委，因此其党委委员数一般在10人上下。

### 基层组织
根据《中国共产党章程》规定，企业、农村、机关、学校、科研院所、街道社区、社会组织、人民解放军连队和其他基层单位，凡是有正式党员三人以上的，都应当成立党的基层组织。
之後，党的基层组织，根据工作需要和党员人数，经上级党组织批准，分别设立党的基层委员会、总支部委员会、支部委员会。其中党的基层委员会最重要，一般简称为「党委」。在企事业单位、学校、机关、科研院所、社会组织等，一般是行政领导负责制，基层党委书记、党总支书记才负责党务工作。但在行政村、街道办事处，则是村支部书记、街道办党委书记是最高领导，对该单位工作负全面责任。
解放军、武警部队，在营级及以上各级单位设立党委，在连队一级设立党支部。

### 党组
政府机构、司法机构、人民团体、经济组织、社会团体等单位，一般设立党组，由行政正职领导兼任党组书记。但是，一些行政强力部门，如各级公安机关，各级国家安全机关、各级司法局（厅、部）均设立党委，实行“党委领导下的行政正职领导负责制”。外交部及驻外使领馆设立党委。

## 制度与原则

### 列宁斯大林建党原则
列宁在《怎么办？》中讲无产阶级政党组织原则——‘战斗的革命组织’、‘集中的战斗组织’、‘坚强的革命组织’、‘集中化的组织’、‘严守秘密的组织’。列宁发表了《进一步，退两步》提出必须加强无产阶级政党的组织性，批判全部政治活动自下而上地由群众独立自主地进行的“资产阶级民主”。列宁为共产国际制订的《加入共产国际的条件》，是中国共产党建党的准绳。列宁在1905年7月提出的基本组织原则是：“（1）少数服从多数。（2）党的最高机关应当是代表大会，即一切享有全权的组织的代表的会议，这些代表作出的决定应当是最后的决定。（3）党的中央机关（或党的各个中央机关）的选举必须是直接选举，必须在代表大会上进行。不在代表大会上进行的选举、二级选举等等都是不许可的。（4）党的一切出版物、不论是地方的或中央的，都必须绝对服从党代表大会，绝对服从相应的中央或地方党组织。不同党保持组织关系的党的出版物不得存在。（5）对党员资格的概念必须作出极其明确的规定。（6）对党内任何少数人的权利同样应在党章中作出明确的规定。”1920年共产国际《关于共产党在无产阶级革命中的作用》的决议明确的阐述了以“灌输论”为理论基础的无产阶级革命的政党理论；把这一理论通过共产国际的“法律”上升为共产国际的意志和马列主义指导下的全世界无产阶级革命的意志。該決定強調：“共产党必须建立在民主集中制的基础上。民主集中制的主要原则是，上级组织由下级组织选举产生，下级组织必须绝对执行上级组织的一切指示，在代表大会闭会期间设有党内一切领导同志所公认的权威的党中央。”“在每个非党机关里都应当设有严格服从于全党的共产党组织。”
1920年4月底，共產國際代表維經斯基在上海會見了陳獨秀，提供經費資助成立了中國共產黨，成為共產國際的下屬支部。1922年共产国际第四次代表大会讨论了中国革命问题，大量吸收中国的知识分子到莫斯科去学习。1923年共产国际作了关于国共合作的决议，决定中国共产党员加入国民党。1926年共产国际执行委员会第六次扩大会议通过《中国问题决议案》指示坚持国共合作的方针以及建立革命武装的重要性。1927年1月19日共产国际执行委员会政治书记处就《关于中国共产党的组织任务》决议草案问题于莫斯科召开会议。共产国际东方书记处库丘莫夫、瓦西里耶夫（瓦西利也夫）、米夫、彼得罗相等人组成"组织决议"起草小组，准备中共六大的决议草案。周恩来在中共六大作组织问题报告指出今后中国共产党的组织任务是：巩固党的政治影响，建立和发展工农的革命组织。中共六大承认瓦西利也夫的草案作为组织问题决议的基础。1927年7月共产国际派来鲍罗廷直接干涉中国党的内部事务，在一次政治局会议上组织了一个临时中央常委。陳獨秀因反對共產國際的領導被肅清。
中央组织部把党的思想、组织、作风、制度建设同党确立正确的政治路线密切结合起来，经常性的思想政治工作和党的组织生活。早在1942年2月20日，毛泽东致电周恩来：“我们己定思想、政治、政策、军事、党务五项为政治局业务中心，而以掌握思想为第一项。掌握思想之实施为干部教育，己将党校改组，中央同志实行教课。”28日，毛泽东在中央政治局会议上指出，政治局五大业务中以思想为第一位，抓住思想，首先要以干部教育为主。中组部历来重视加强对机关干部的严格教育，建立中组部干部教育局，创办了《全国干部教育通讯》。通过经常的党内教育和思想政治工作，保证社会主义思想占领思想舆论阵地。废除了旧学校的公民课和军事训练，设置了政治理论课和时事政治课，建立了班主任、辅导员和团队的政治思想工作制度。加强学校和文教单位的党的领导。中组部研究室办有刊物《组工通讯》。《党建研究》是中共中央组织部主管的唯一公开发行的党刊。1980年2月，中宣部和中组部提出了《关于加强干部教育工作的意见》。又与中宣部、人事部、广电总局联合下发的《关于深化广播影视事业单位人事制度改革的实施意见》等文件或规定。形成了宣传战线干部教育培训管理制度。
斯大林稱批評與自我批評是培養幹部之布爾什維克方法的靈魂。斯大林在《反对把自我批评口号庸俗化》一文中提出：“自我批评是一种特殊的方法，是以革命发展底精神一般来教育党底干部和一般工人阶级的布尔什维克的方法。”整風中，任何人都要寫反省筆記，都得作自我批評，彻底向党交心。干部民主生活会则要求领导班子成员之间要通过批评和自我批评交心谈心。
斯大林《联共（布）党史简明教程》对民主集中制的概括是：“（一）党的各级领导机关从上到下按选举产生；（二）党的各级机关定期向自己的党组织报告工作；（三）严格遵守党的纪律，少数服从多数；（四）上级机关的决议，下级机关和全体党员必须绝对执行。”党员个人服从党的组织、少数服从多数、下级组织服从上级组织、全党各个组织和全体党员服从党的全国代表大会和中央委员会，其中最重要的是全党服从中央，不得公开发表和散布同中央决定相反的意见。党的各级委员会按照集体领导、民主集中、个别酝酿、会议决定的原则决定重大事项。

### 党管干部原则
党的组织工作的任务，就是正确地挑选人材和检查执行情况，以保证党的路线的实现。一切工作、一切战线，从思想上、政治上、组织上和制度上，保证党的基本路线和方针政策的贯彻实施。党管干部原则的实质，就是要保证党对干部人事工作的领导权和对重要干部的管理权。干部人事工作的方针、政策必须由党委负责制定，不能政出多门。党的战斗力，党的力量首先表现在近三百万个基层党组织的战斗堡垒作用。抽调干部派往高等学校、中学担任党政领导工作（正副校、院长，正副党委书记），来加强学校和文教单位的党的领导。校务委员会名单由中央各主管部门批准。
1979年，中组部发布了《关于实行干部考核制度的意见的通知》，正式提出了考绩的概念。1983年，中央召开全国组织工作会议，规定了德、能、勤、绩四个方面的考核内容。1986年1月，《中共中央关于严格按照党的原则选拔任用干部的通知》中规定的选拔干部的程序为自上而下的行政任命制：民主推荐，广泛听取意见，提出选拔对象;组织人事部门考察，党委集体讨论决定后按干部管理权限上报;上级组织部门进一步考察，然后提交党委讨论审批。1986年3月，《关于贯彻〈中共中央关于严格按照党的原则选拔任用干部的通知〉的意见》，对如何坚持党管干部的原则进一步作出具体规定。1988年，中组部出台了《地方政府工作部门领导干部年度工作考核方案（试行）》，详尽规定了干部考核的程序和内容，工业产值、农业产量、基础设施投资、税收等数量指标成为考核的必备项目。实施考核方案的“说明”将考核形式确定为“上级领导机关负责，同级党的全体委员会和人大常委会参与的考核制”，最后由“主管首长对被考核者申报的工作进行绩效评价，评价等级分为‘好’、‘较好’、‘一般’、‘较差’四档”。1988年《关于建立民主评议党员制度的意见》、1995年《党政领导干部选拔任用工作暂行条例》、2002年《党政领导干部选拔任用工作条例》、2004年《中共中央关于加强党的执政能力建设的决定》、2005年中央组织部《关于切实解决干部选拔任用工作中几个突出问题的意见》、2010年中央办公厅《党政领导干部选拔任用工作责任追究办法（试行）》等条例和文件。各级党委、政府都有目标考核办公室实施对下级党委、政府的年度工作目标考核，各级组织部门每年进行干部年度考核。
1957年，为了配合社会主义教育运动，中组部抽调干部加强大、中学校及科学研究机关的领导。1964年，加强了对文联和各协会党组成员的组织和管理。中央组织部颁布了《关于科学技术干部管理工作条例试行草案的报告》和《科学技术干部管理工作条例试行草案》，对科学技术干部实行在中央和各级党委统一领导下，在中央和各级党委组织部的统一管理下的分部分级管理干部的制度。文化大革命结束以后，中央一级国家机关和人民团体中的干部由中央一级国家机关和人民团体中的党组审批任免。1979年中组部颁布了《关于实行干部考核制度的意见》。
改革开放以后，对干部人事制度进行系统的配套的改革。1980年邓小平提出“坚决解放思想，克服重重困难，打破老框框，勇于改革不合时宜的组织制度。”1984年中共中央组织部和原劳动人事部应中央要求着手起草《国家工作人员法》，1985年更名为《国家行政机关工作人员条例》，1986年更名为《公务员暂行条例》，规定了职务分类制度。1987年10月，中共總书記趙紫陽在中共「十三大」報吿中，首次提出由上而下推行國家公務員制度。十三大报告指出国家干部概念过于笼统，管理权限过分集中。1988年中组部提出了《关于加强和改进中央党政机关党的工作的意见》，将中共中央直属机关委员会和中共中央国家机关委员会，分别改为中共中央直属机关工作委员会和中共中央国家机关工作委员会，作为中央派出机构，分别领导中直机关和国家机关党的工作。1993年国务院颁布《国家公务员实施方案》，国家公务员分为政务类和业务类两种。1989年六四事件以后，邓小平再次提出改革党和国家的领导制度，废除干部领导职务终身制。1993年12月8日中共中央组织部印发《中国共产党机关参照试行<国家公务员暂行条例>实施方案》。1995年中共中央颁布《党政领导干部选拔任用工作暂行条例》规定：“党委（党组）及组织（人事）部门，按照干部管理权限履行选拔任用党政领导干部的职责”。2002年《党政领导干部选拔任用工作条例》（简称《干部任用条例》）正式颁行。1998年中共中央颁布《党和国家机关基层组织工作条例》。人民团体中的党组或党员负责干部，受中央和地方党委的领导，接受党委（党组）及其组织（人事）部门按照干部管理权限履行选拔任用。国家公务员制度是中共党的干部制度的组成部分，其任免由党委组织部门考察，党委决定或推荐。公务员分为15级。各省、自治区、直辖市党委组织部正副部长，中央、国家机关各部委的干部、人事司（局）正副司（局）长的任免，要征得中央组织部的同意。1998年，实行政社分开后，党政机关领导干部不兼任社会团体领导职务。

### 干部委任制
中国共产党使用“干部职务名单制”或“干部委任制”（苏联术语为nomenklatura）的方式来决定任命。“等级名录制”系统是列宁主义政党任命政治机构的方式，以此实行对任命的霸权和统治国家的政治生活。1919年俄共（布）八大关于组织问题的决定规定，分配领导干部的全部工作“归党的中央管理”。斯大林坚持“技术决定一切，干部决定一切”，他仿效彼得大帝于1722年颁布的“官职等级表”，制定了苏联的官僚等级名录制，继承了从彼得大帝改革开始的、专制主义的现代化事业。官职等级名录是包括苏联党、国家和社会团体中最重要职务及任职干部的名录清单，党的各级机关编制官职等级名录，对担任重要职位的干部进行预先审查、选拔推荐、批准任命。党不仅控制各个重要岗位上的干部，还要直接管理政治、经济、社会和文化事务。在俄共（布）党的八大、九大《关于组织问题》的决议中，就明确规定，“俄国共产党既然执掌了政权，掌握了全部苏维埃机构（及劳动者的一切组织），自然应当使自己数以万计的党员去管理国家掌握全部领导，实现全部统治”。所以，“目前合理地分配党的力量，是取得胜利的主要保证和最重要的任务之一。党的工作人员全部分配工作，由中央委员会掌握。它的决议大家都必须执行，反对各种地方主义和分立主义”。九大《关于组织问题的决议》：“全党的主要组织任务就是把党的队伍中的全部60万党员正确地分配到各个党的工作岗位上去”。1923年4月，俄共（布）党的第十二次代表大会通过了《关于组织问题》的决议：“毫无例外地掌握所有管理部门和经济部门中广大的共产党工作人员和同情共产主义的工作人员”。并指出，党的当前任务是在挑选“苏维埃机关的、其中包括经济机关和其他机关的领导人员的工作中加强党的领导，认为实现这一任务应该依靠正确的、全面规定的登记和挑选领导人和苏维埃、经济、合作社和工会组织的负责的工作人员的制度”。根据官职等级名录进行任命的不仅包括国家机关，也包括工会、合作社、银行等等各社会组织。苏联中央组织分配部不仅编制党的机关的官名录，也编制国家机关的官名录。选拔的标准用斯大林的话说，“必须挑选工作人员，把善于执行指示、能够理解指示、能够把这一些指示当做自己的东西并且善于贯彻这些指示的人安置在各种工作岗位上。否则，政策就会失去意义，就会变成空谈。因此，登记分配部的工作……具有重大的意义。……必须严格审查每个工作人员。”
早在延安时期，中央组织部部长陈云，就不止一次地引用斯大林“干部决定一切”和毛泽东“政治路线确定之后，干部就是决定的因素”的论断，来说明干部对于党的事业的重要性。他指出“这是通用于全世界的，不但外国通用，中国也通用；不但共产党通用，其他政党也通用。”陈云指出：“组织工作要适合于政治路线的要求，保证政治路线的实行。”他还提出：要教育和培养干部，加强干部的理论学习，大规模培训干部；要加强党性锻炼，认真开展批评与自我批评；要加强党内干部的团结，加强同党外干部的团结等。1955年1月，中共中央正式颁发了中共中央管理的干部职务名称表的决定。1951年2月，中央组织部仿照前苏联党委与政府对口设部，实行对口管理的方式，即把政府工作按性质划分为若干口，由同级党委的常务委员（后设分管书记）分工负责领导。1952年，刘少奇在中国共产党第一次全国组织工作会议上就指出：“从最初级到最高级的干部，每个人都要有一定的机关来管理。这个制度，我们称之为干部职务名单制。”1953年11月，中共中央颁发了《关于加强干部管理工作的决定》。中共中央决定逐步建立在中央及各级党委统一领导和在中央及各级党委组织部的统一管理下的分部分级管理的制度。干部管理上实行中央各有关部门党组（党委）和地方党委双重管理。1984年中央组织部颁发了《关于修订中共中央管理的干部职务名称表的通知》，决定适当下放人事管理权和中央原则上只管下一级领导干部，制造了新的《中共中央管理的干部职务名称表》和《向中央备案的干部职务名单》六四事件以后，中共中央提出了加强对高等院校主要领导干部的管理。1990年和1998年《中共中央管理的干部职务名称表》再次进行了修订，分为九类：中国共产党中央直属机关机构领导干部职务类、中国共产党中央纪律检查委员会干部职务类、中华人民共和国中央国家机关领导干部职务类、中央管理的社会团体领导干部职务类、中央管理的地方党政领导干部职务类、中央管理的国有重点企业（53家）领导干部职务类、中央管理的国有金融领导干部职务类、中央管理的高等学校领导干部职务类、中央管理的媒体领导干部职务类。国务院管理的各直属机构、办事机构、各大公司和企、事业单位行政领导职务的任免，人事部在上报国务院审批之前，须先征求中央组织部的意见。地方党委也有相应的干部职务名称表。中央企业也有《国资委党委管理的企业领导人员职务名称表》。
《中共中央管理的干部职务名称表》包括党政机构中的头5000名职位，这全部由中组部决定。此名单包括所有国务院总理、副总理、國務委員，省级领导人，以及副部级大学校长，中科院、工程院和社科院院长等职位的任命。全民所有制企业的厂长通常由政府主管部门委任。

### 政治檔案制度
中国现今的档案制度肇始于延安时期的干部审查制度，其最初目的是通过记录一个人的家庭出身、个人经历、政治立场和组织审查结论，来体现其政治忠诚和道德修养。建国后，周恩来亲自打电报给斯大林领导的苏联政府，聘请苏联档案专家来讲学，帮助培训档案干部。1952年，经中共中央办公厅和组织部、宣传部与中国人民大学校长吴玉章、副校长胡锡奎、成仿吾商定，在中国人民大学专修科内开设档案班。苏联档案专家姆·斯·谢列兹聂夫应聘任教。1953年11月，中共中央在《关于审査干部的决定》中，要求各级党组织在审査干部的过程中，逐步建立起正规的干部管理制度，首先是将正规的干部档案管理制度和干部档案、证件转移制度建立起来。中共中央组织部的干部管理处设干部档案科，中共各中央局、分局、省委组织部的干部处设干部档案室（组）。干部档案管理实行集中统一和分级负责的管理体制。政协民主人士、党外干部的档案由统战部管理。干部团员档案，由党委组织部和政府人事部门统一管理。中等学校的学生团员档案，由学校团委或人事部门管理；农村社员档案，由公社团委管理。中國的現行人事檔案中，記載著人的家庭出身、本人成份、社會關係、學習經歷、工作過程等歷史資料。每個人從中學時代起就有一個政治檔案，裏面詳細記載了家庭出身、社會關係、本人的政治表現，以及政治運動中的結論，還有別人的吿密材料。反右运动中，告密和档案材料成为攻击右派的力证。而在計劃經濟體制下，無論機關、企業還是事業單位都是公有的、且大都属于国家。对于个人而言，人事档案基本上是“干部身份”的标志。计划经济时代，政审是人事档案工作中最主要的任务。家庭出身记录在政治档案中，是政审的参考依据之一。对家庭出身于地、富、反、坏、右、资本家的黑五类原则上不培养。直到1983年鄧小平對工作單位制度進行改革，才打破了根據階級和家庭出身安排工作、学校招生的傳統。
全体党员共同遵守定期向党组织汇报思想和工作情况的规定被称为定期汇报制度。把这些材料装进人事部门的个人档案中，个人政治档案由单位党组织负责管理，责任人为单位党组织组织（人事）部门的负责同志，不设组织（人事）部门的党组织，责任人为党组织书记。1996年，中组部、人事部出台《流动人员人事档案管理暂行规定》，规定了严禁个人保管他人人事档案。流动人员人事档案管理机构为县以上（含县）党委组织部门和政府人力资源社会保障部门所属的公共就业和人才服务机构。
中共中央组织部在2005年至2006年的反腐敗運動中具有領導角色。在1999年6月，組織部透過禁止省領導在其原省籍工作，以減少腐敗發生的可能。

### 党的基层组织
中国共产党認為党的方针、政策要组织实施，必须通过政府、党组织保证贯彻。党团结知识分子的政策，要通过党员和党组织实现。这个方法被成为“密切联系群众”。1939年陈云谈巩固党和加强群众工作引用斯大林的《联共（布）党史简明教程》：“当布尔什维克保持同广大人民群众的联系时，他们将是不可战胜的――这可以认为是一个规律。”据此，毛泽东在1942年延安整风运动中提出了“密切联系群众”理论。中央组织部以建设全国范围的、广大群众性的、思想上政治上组织上完全巩固的、布尔塞维克化的中国共产党为目标。根据中共党章“企业、农村、机关、学校、科研院所、街道社区、社会组织、人民解放军连队和其他基层单位，凡是有正式党员三人以上的，都应当成立党的基层组织”。党组的基本任务是“宣传和执行党的路线、方针、政策，宣传和执行党中央、上级组织和本组织的决议。”“监督党员干部和其他任何工作人员严格遵守国法政纪。”中央组织部在各个政府部门和国家机关、学校、企业、人民团体中都建立了党组织。企业中的党组负责宣传思想、组织、作风建设，保证、监督党和国家方针政策在企业的贯彻执行，坚持企业的社会主义方向。企业党组织对企业生产经营的重大问题要参与讨论，并提出意见和建议。企业中层行政干部，由厂长提名或党委推荐，经党、政领导集体讨论后，由厂长任免。高等学校实行党委领导下的校长负责制。校党委统一领导学校工作。高等学校党的委员会负责干部的选拔、教育、培养、考核和监督。中共中央组织部要求所有社会团体设立党组织，监督社会团体负责人贯彻党的路线、方针、政策，遵守国家法律、法规。2012年《关于加强和改进非公有制企业党的建设工作的意见（试行）》强调在全国非公企业建立党组织。工商总局根据中央组织部、中央宣传部、中央创先争优活动领导小组有关文件的要求，下发了《关于做好非公有制经济组织党建数据统计工作的通知》，并制定下发了《非公有制经济组织党建工作统计数据指标》。